# An Lu Shan
An Lu Shan (en xinès: 安祿山; pinyin: Ān Lùshān) fou un general sogdià i turc que va rebre el comandament de la zona de frontera sota l'emperador Xuanzong de Tang (713-56); el seu nom derivava d'Anxi (安息) el nom xinès de Pàrtia, i formava part dels sogdians establerts a la regió de l'Ordos després de la derrota dels turcs del nord quan es van revoltar contra Qutlug Qaghan i després el seu successor Qapaghan, i que a la mort de Qapaghan van tornar a l'obediència xinesa. El seu pare An Yanyan (安延偃) i el seu cosí An Sishun (安思順) foren també generals de frontera després del 742. Rivalitats amb la cort xinesa van provocar la seva revolta; va ocupar Luoyang on va proclamar l'estat de Yan i la nova dinastia Yan (756) i després Chang'an, expulsant l'emperador Tang. El 757, malalt de diabetis i quasi cec, fou assassinat per instigació del seu fill.